# سد داخاوشان
سد داخاوشان (به لاتین: Dachaoshan Dam) یک سد و نیروگاه برقابی در چین است که در یون‌نان واقع شده‌است.